# Alicja Hohermann
Alicja Hohermann, también llamada Alice Hoherman (Varsovia, 29 de julio de 1902-Auschwitz, 21 de julio de 1943) fue una pintora polaca de origen judío, deportada y asesinada por los nazis.

## Trayectoria
Hohermann nació el 29 de julio de 1902 en Varsovia en una familia acomodada. Su padre era un industrial no practicante. A los diecinueve años se casó divorciándose poco tiempo después. Inició sus estudios de arte en la Academia de Bellas Artes de Varsovia, viajó a París en 1921 y continuó sus estudios en la Escuela de París desde donde enviaba dinero a su familia. Desde 1925 participó en las exposiciones de la Sociedad Judía para la Promoción de las Artes en Varsovia. De 1926 a 1939 expuso sus pinturas en París en la Société des Artistes Indépendants, el Salón des Tuileries, el Museo de Montparnasse y el Salón de otoño. Sus fotografías han sido expuestas en Londres y Nueva York.
Hohermann pintó principalmente con témpera y gouache, en tonos claros, con áreas grandes y bien definidas que recuerdan el estilo de los carteles de los años treinta. También creó imágenes de motivos bíblicos. Sus cuadros, afines a la Escuela de París, son sobre todo retratos de mujeres y niños adscritos al Art Déco. También creó carteles y vestuario y escenografía teatrales.
Por su condición de judía, intentó emigrar a Brasil después de 1939, pero se le negó la visa de entrada. Aunque un amigo le consiguió una visa para México, malvivía en París, a principios de 1941. Jacques Biélinky escribió que obtuvo una ayuda de 300 francos del comité de la calle Amelot (que apoyaba entonces a unos cuarenta artistas). En 1943 intentó llegar a España con documentos falsos pero fue arrestada en Marsella por la policía del régimen de Vichy, encarcelada en Toulouse e internada en el campo de tránsito de Drancy. El 18 de julio de 1943 fue deportada al campo de concentración de Auschwitz-Birkenau en el convoy nº 57 y gaseada a su llegada. Tenía 40 años. Su última dirección era de Marsella.

## Galería

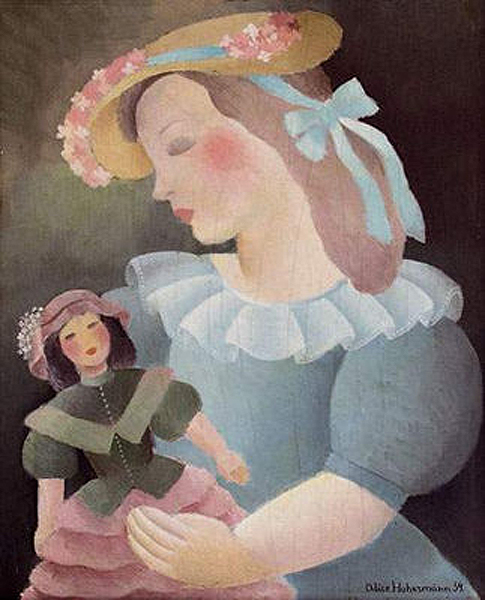
Muchacha con muñeca, 1934.
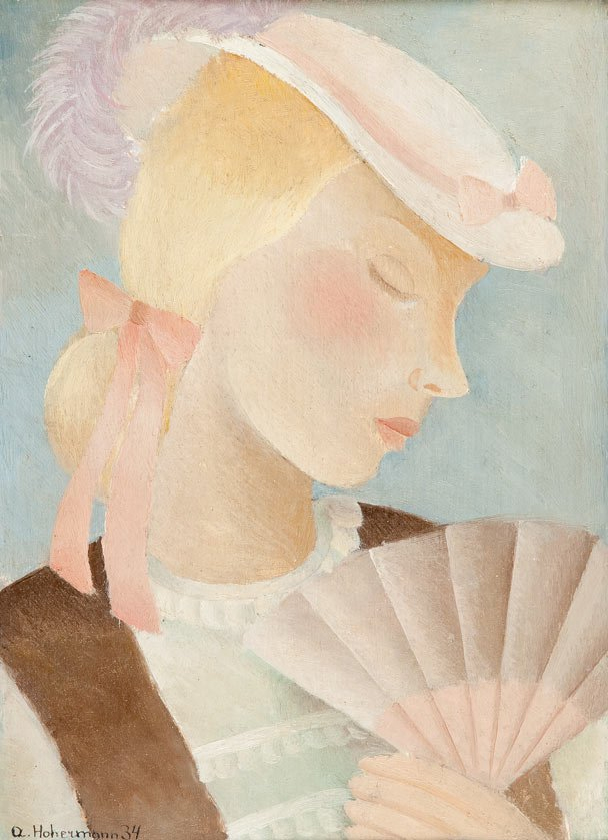
Sin título, 1934.
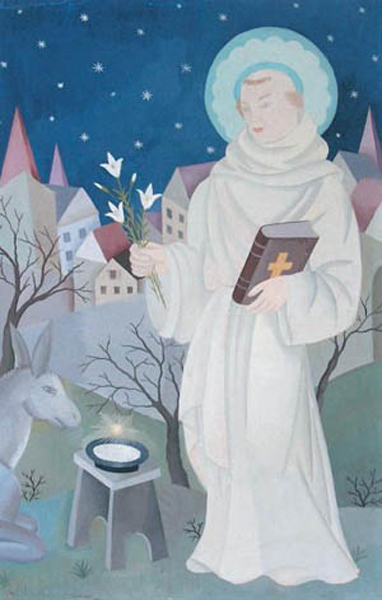
San Francisco de Asís, 1934.
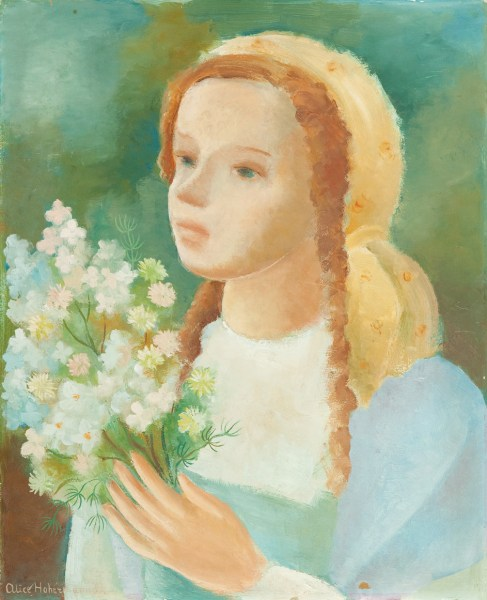
Muchacha con flores, 1939.
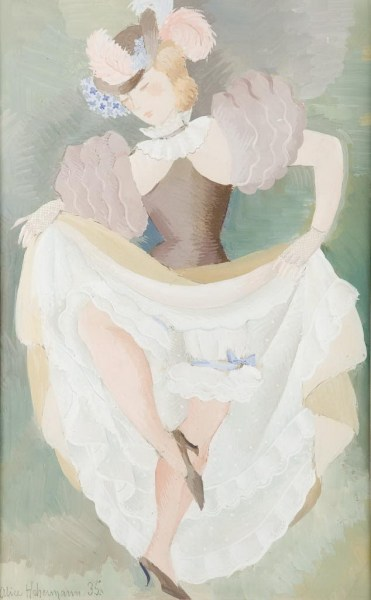
Bailarina de cabaret, 1935.
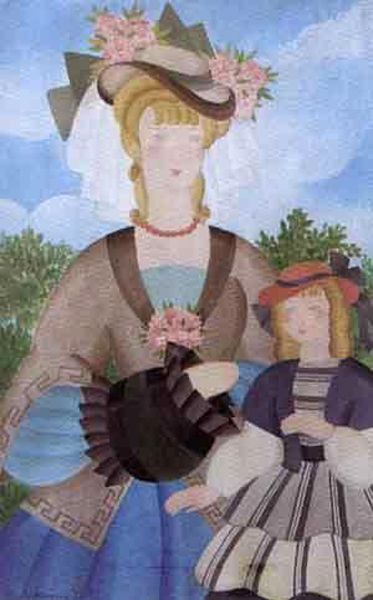
Madre e hija en el jardín, 1932.